# Big C
Big C, oder auch Big C Supercenter Public Company Limited (PCL) (Thai: บิ๊กซี ซูเปอร์เซ็นเตอร์), ist ein Einzelhandelsunternehmen mit Sitz in Bangkok, Thailand. Big C ist die zweitgrößte Verbrauchermarkt-Kette in Thailand nach Tesco Lotus (Stand 2016). Big C ist außer in Thailand auch in Vietnam (seit 1998), Kambodscha (seit 2019) und einmal in Laos vertreten. Der vietnamesische Zweig stand jedoch 2016 zum Verkauf.

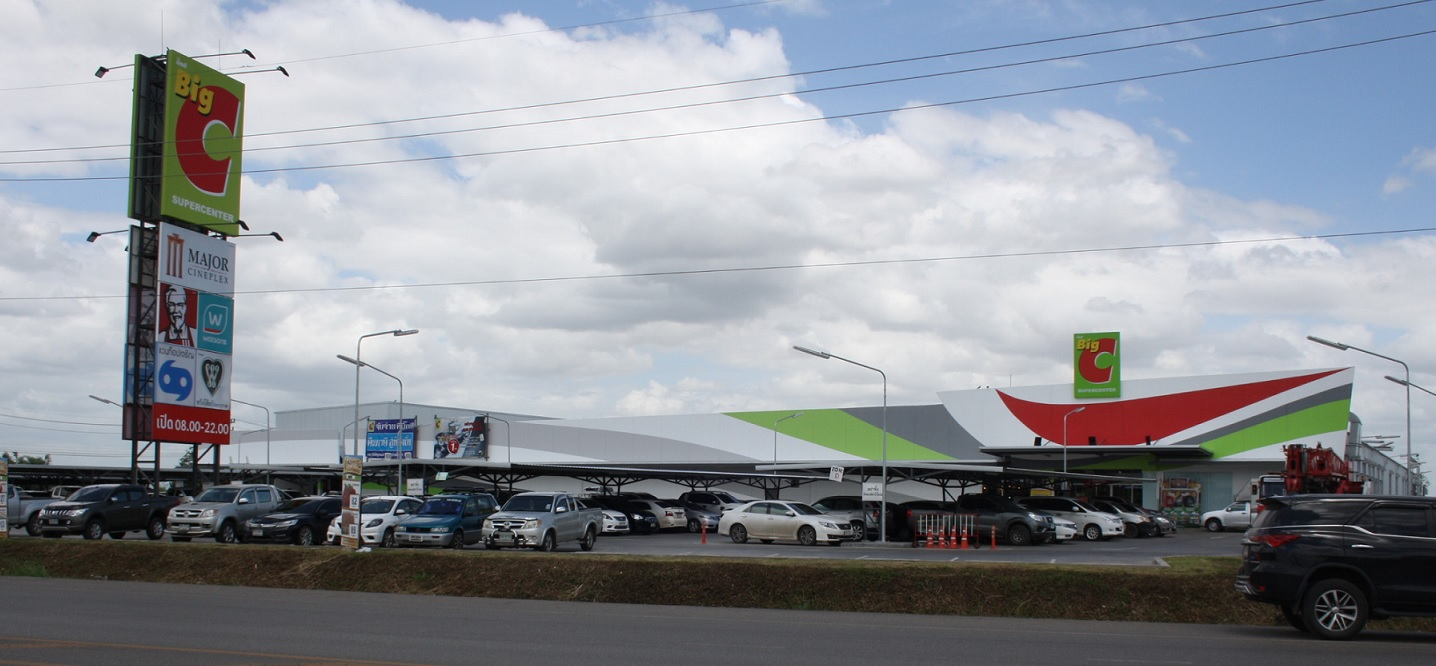
Big C Supercenter, Amphoe Wichian Buri

## Geschichte
Das Unternehmen wurde von der Central Group, einem Unternehmen der Familie Chirathivat, im Jahr 1993 gegründet und öffnete 1994 seinen ersten Standort an der Chaengwattana Road in Bangkok. Big C PCL ist seit 1995 an Thailands Börse gelistet. 1999 wurde der französische Handelskonzern Groupe Casino über eine Kapitalerhöhung als strategischer Partner mit ins Boot genommen. 2002 wurde die Big C Foundation gegründet, die Stiftung unterstützt nichtprivilegierte Kinder. Im Jahr 2007 wurde die Eigenmarke Big C gegründet, 2008 die Marke Happy Baht. 2009 wurde die Big C Kundenkarte zur Kundenbindung eingeführt, 2010 waren bereits 5 Mio. Karten ausgegeben worden. 2011 übernahm Big C die 42 von Carrefour in Thailand betriebenen Supermärkte und stieg damit zum zweitgrößten Supermarktbetreiber des Landes auf. Größter Anteilseigner waren bis 2016 die Groupe Casino und die Chirathivat Group. Laut der Financial Times verfügt Big C über mehr als 700 Verkaufsstellen in ganz Thailand. Im Februar 2016 verkaufte die Groupe Casino ihre Mehrheitsbeteiligung von 58,6 Prozent an die TCC Group von Charoen Sirivadhanabhakdi für 3,5 Milliarden US-Dollar. Mit diesem Verkauf konnte die Groupe Casino ihre hohe Schuldenlast von 6 Mrd. USD reduzieren.
Die Big C-Märkte sind für den Verkauf von Konsumgütern und Lebensmitteln ausgelegt. Per 2019 betreibt Big C 153 Big C-Supercenter (inkl. Big C Jumbo und Big C Extra) und 63 Big C-Märkte. Also insgesamt 216 Filialen. Davon befinden sich 50 Filialen in Bangkok und Umgebung und 166 Filialen in den Provinzen.

## Sortiment
Das Sortiment der Big C-Märkte ist unterteilt in fünf Kategorien:
- Frische Lebensmittel (z. B. Fleisch, Meeresfrüchte, Obst, Gemüse)
- Lebensmittel (z. B. Gewürze, Getränke, Spirituosen, Reinigungsmittel, Tierfutter)
- Bekleidungsartikel und Accessoires
- Elektroartikel (Elektrogeräte, Haushaltsgeräte, Küchengeräte, Unterhaltungselektronik)
- Haushaltsartikel und Accessoires (z. B. Möbel, Küchenartikel, Werkzeuge, Automobil- und Motorradzubehör, Sportartikel)

## Tätigkeitsfelder und Vertriebslinien

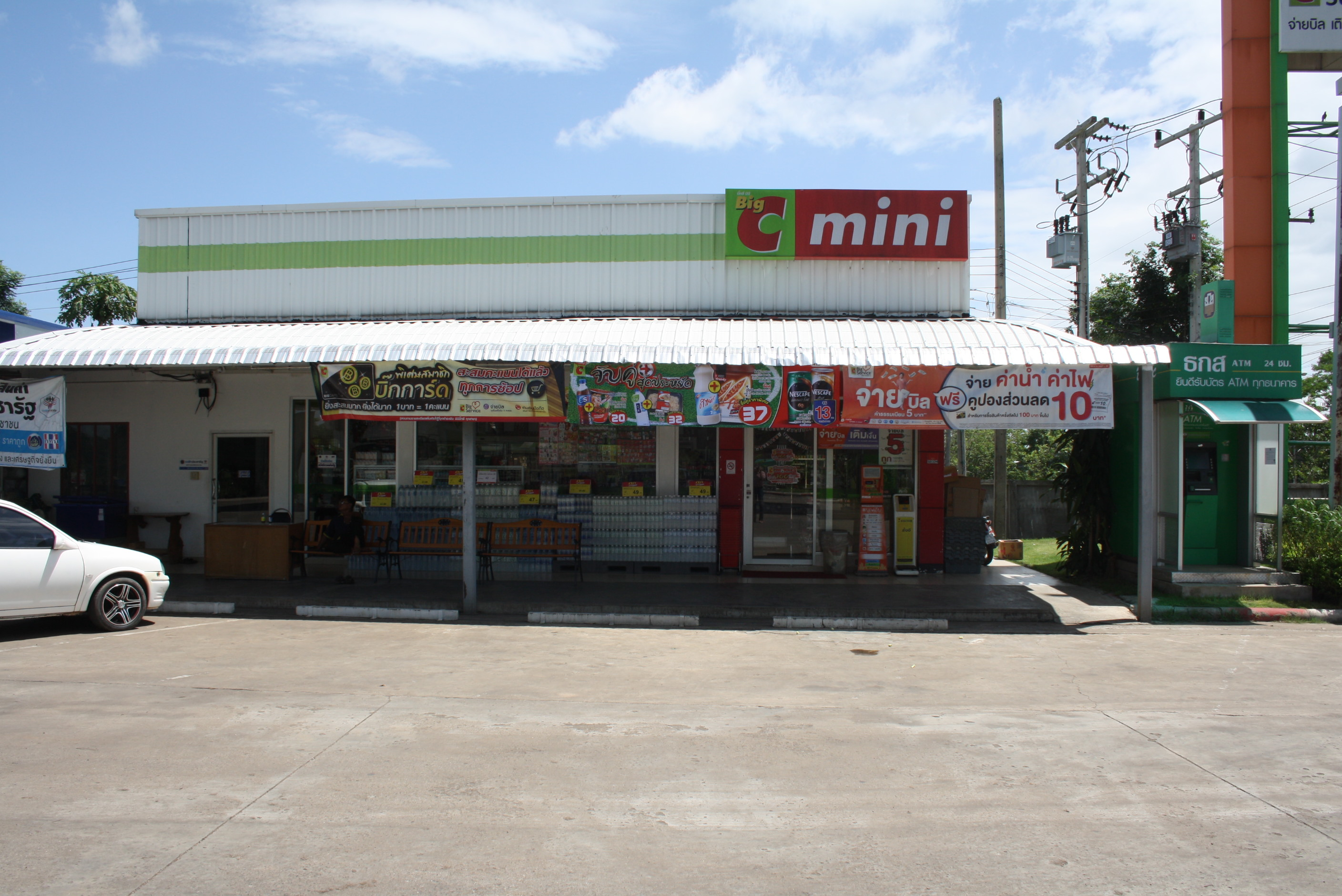
mini Big C, PT Tankstelle Khok Sa-at, Amphoe Si Thep (wurde 2019 geschlossen)

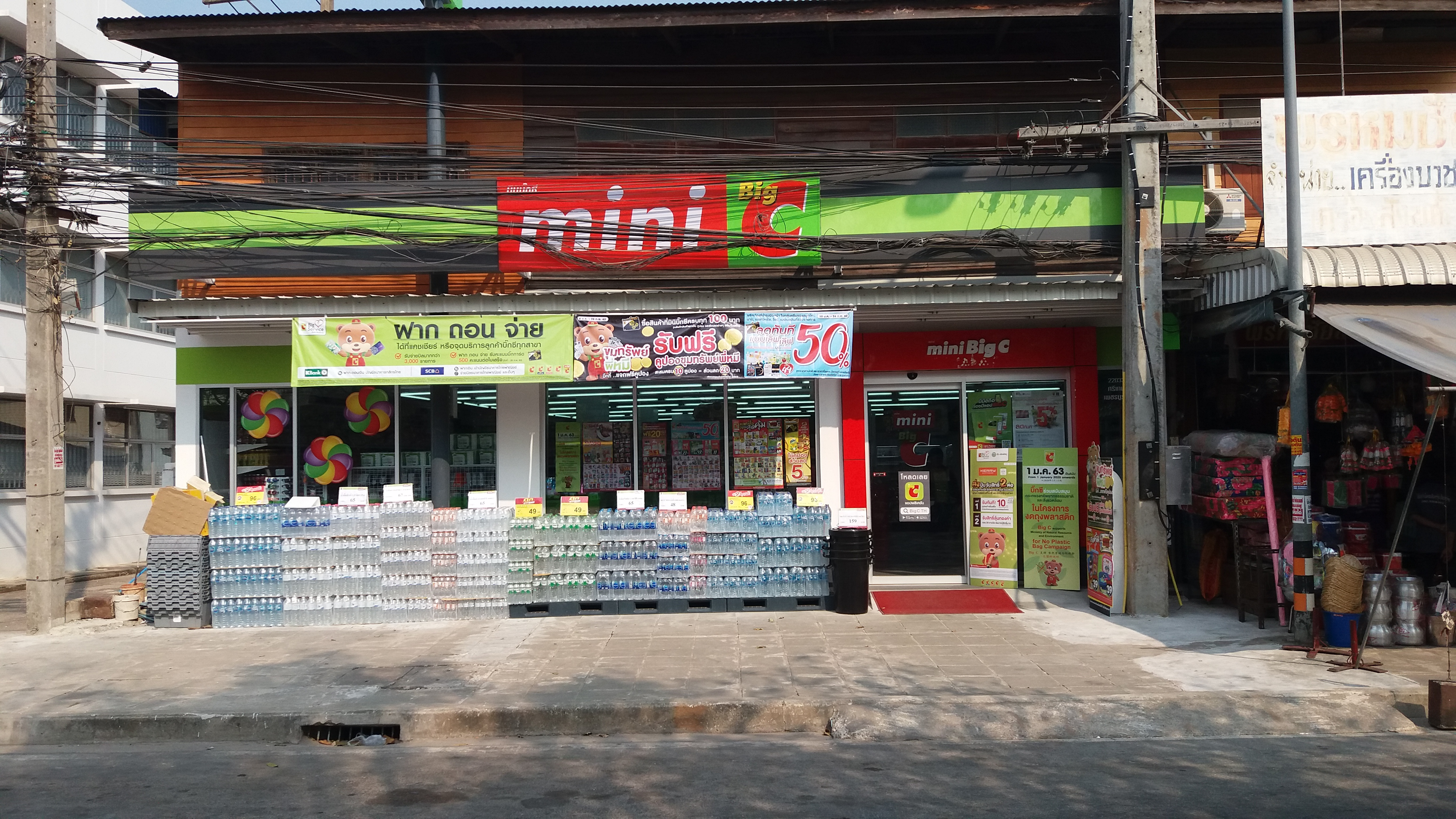
mini Big C, Ban Klang, Amphoe Si Thep

Neben den SB-Warenhäusern Big C Jumbo (~10.000 m²), Big C Extra (Premium Supermärkte) (> 2500 m²), Big C Supercenter (> 2500 m²) und Big C Market (300–2500 m²) betreibt (Stand 2019) die Kette noch 1018 rund um die Uhr geöffnete Mini-Märkte unter der Bezeichnung mini Big C (< 300 m²) sowie 50 Märkte namens Pure by Big C, die Drogerieartikel und Medikamente verkaufen und zwei Märkte namens Big C Optical. Durch die 2012 neu geschlossene Partnerschaft mit Bangchak Corporation Public Company Limited, dem zweitgrößten Tankstellenbetreiber (PT) in Thailand, wurde ein Umfeld für 300 neue mini Big C geschaffen.

## Tochterunternehmen und Beteiligungen
Direkte und indirekte Beteiligungen (Stand 2012):
- Chiengmai Big C (2001) Co., Ltd. (100 %)
- Central Superstore Limited (100 %)
  - Central Pattaya Co., Ltd. (100 %)
  - Udon Big C Co., Ltd. (100 %)
  - Inthanon Land Co., Ltd. (100 %)
- Theparak Big C Limited (100 %)
  - Big C Fairy Limited (96,82 %)
  - Pharam II Big C Co., Ltd. (99,99 %)
  - Pitsanulok Big C Co., Ltd. (92,38 %)
- Chiengrai Big C Co., Ltd. (100 %)
- Surat Big C Limited (100 %)
- Big C Distribution Co., Ltd. (100 %)
- CenCar Limited (39 %)
- SSCP (Thailand) Ltd. (49 %)
  - CenCar Limited (61 %)
- Nava Nakarintr Ltd. (100 %)
  - SSCP (Thailand) Ltd. (51 %)
- Big C Supercenter (Lao) Co., Ltd. (100 %)